# Channel 5
Channel 5 – brytyjska ogólnodostępna sieć telewizyjna uruchomiona w 1997 roku. Stacja należy do Paramount Global.
W latach 2002–2011 stacja działała pod nazwą Five.